# Rainer Kuhlmey
Rainer Kuhlmey (* 16. Juli 1942 in Wuppertal) ist ein ehemaliger deutscher Tennisspieler.

## Leben
Er gewann mehrere nationale Wettbewerbe einschließlich der Deutschen Hochschulmeisterschaften im Tennis und der Deutschen Vereinsmeisterschaft mit dem Team der Tennis-Abteilung von Eintracht Frankfurt. Dabei setzte sich die Eintracht im Jahr 1968 mit einem 6:3-Sieg über den HTV Hannover durch. Die Tennis-Bundesliga wurde erst 1972 eingeführt. Kuhlmey nahm außerdem an zahlreichen internationalen Wettbewerben, wie beispielsweise den Turnieren von Cannes, Beaulieu, Monte Carlo und 1975 den Internationalen Tennismeisterschaften von Deutschland in Hamburg teil.
Darüber hinaus war er der einzige deutsche Teilnehmer im Hauptfeld der Herrenkonkurrenz der French Open 1971. Zuvor bestritt er drei erfolgreiche Matches in der Qualifikationsphase mit einer Gesamtspieldauer von vierzehneinhalb Stunden.
Seine große Stärke war die Doppelkonkurrenz. Neben anderen nationalen Titeln ist insbesondere der Sieg der Doppelkonkurrenz bei den Kassel Open im Jahr 1967 zu nennen. Hierbei gewann er im Finale an der Seite von Hans Engert, einem ehemaligen Manager von Steffi Graf, gegen die damaligen deutschen Davis-Cup-Spieler Jürgen Faßbender und Karl Meiler. Aufgrund seiner Erfolge als Doppelspieler wurde er in die deutsche Nationalmannschaft der Amateure für eine Begegnung gegen Norwegen im Jahr 1969 nominiert.
Neben seiner Karriere im Tennissport studierte er Volkswirtschaftslehre an der Philipps-Universität Marburg und erlangte den akademischen Grad eines Diplom-Volkswirts.